# Presse-étoupe
Un presse-étoupe est une pièce d'étanchéité utilisée dans différents domaines, initialement autour d'un arbre tournant, la dénomination a été généralisée à l'électricité.

## Hydraulique et marine

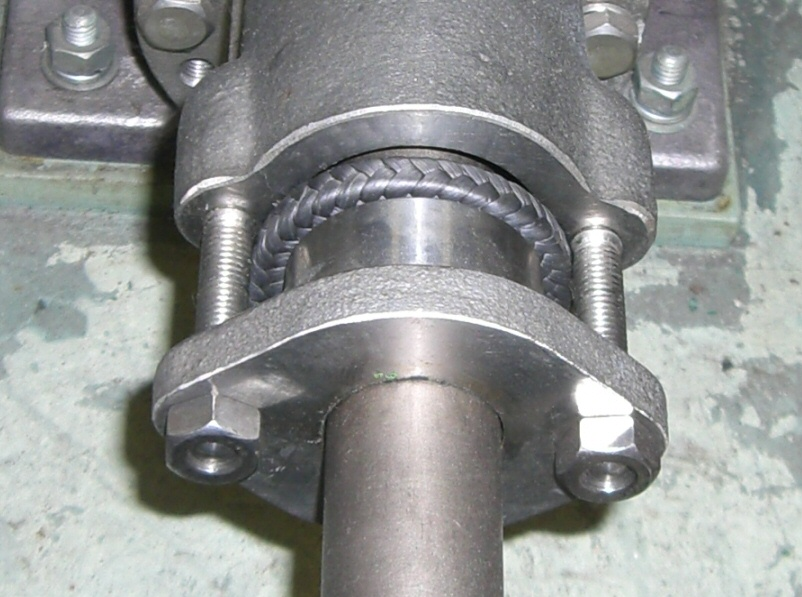
Presse-étoupe d'une pompe.

### Étanchéité dynamique
Dans la marine, un presse-étoupe est une pièce métallique cylindrique garnie, anciennement d'étoupe, actuellement d'un joint (par exemple tresse, torique), en matière synthétique ou en caoutchouc, destinée à assurer l'étanchéité du passage des arbres de transmission (arbre d'hélice, arbre de commande de safran de gouvernail, d'aileron anti-roulis, etc.).

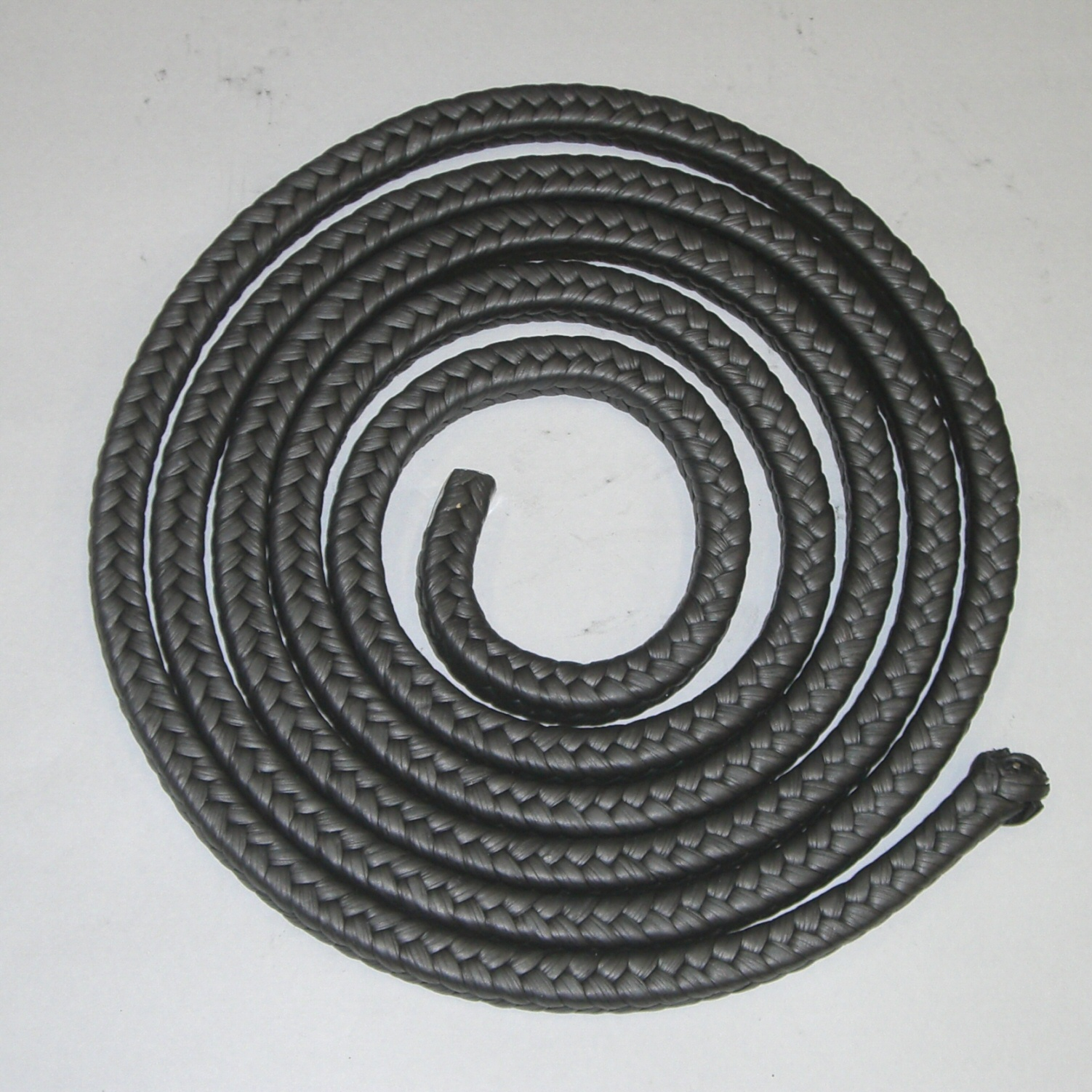
Tresse d'un presse-étoupe

Dans le domaine de l'hydraulique (automobile, industrie, pompes à chaleur, etc.), le presse-étoupe permet d'assurer l'étanchéité au niveau du passage des arbres mobiles (en rotation ou en translation sur les vannes et les pompes).

### Compression d'une tresse
Certaines pompes actuelles sont encore équipées de presse-étoupe pour assurer leur étanchéité dynamique. Le presse-étoupe est une pièce métallique cylindrique qui permet l'étanchéité entre l'axe en rotation et le corps fixe d'une pompe.  L'étanchéité est réalisée par un élément souple, appelé tresse, enroulé autour de l'arbre de la pompe et comprimé légèrement par une pièce métallique contre le corps de la pompe, le presse-étoupe. Le presse-étoupe est mécaniquement solidaire du carter de la pompe. Il est fixé au carter par des vis de serrage, à l'endroit où l'arbre traverse le corps de la pompe. Le serrage des vis du presse-étoupe permet d'ajuster la compression de la tresse sur l'arbre en rotation, et donc d'ajuster l'étanchéité. Selon l'application, le fluide véhiculé par la pompe peut être de l'eau, de l'huile, un carburant liquide, etc. L'étanchéité du presse-étoupe n'est pas absolue, la tresse doit être lubrifiée par le fluide véhiculé sous pression (fuite d'arrosage interne), ou par un fluide (généralement de nature différente) apporté à l'extérieur du carter à une pression supérieure à celle du fluide véhiculé, pour arroser la tresse.

### Autres solutions d'étanchéité
Le système presse-étoupe, malgré sa simplicité, présente néanmoins quelques inconvénients ; usure de l'arbre, sensibilité au mauvais alignement de l'arbre, encombrement axial et aussi faible niveau de fuite. 
Dès les années 1940 apparaît un nouveau système d'étanchéité dynamique, la garniture mécanique, qui se substitue au presse-étoupe dans de nombreuses applications.

## Électricité et électronique

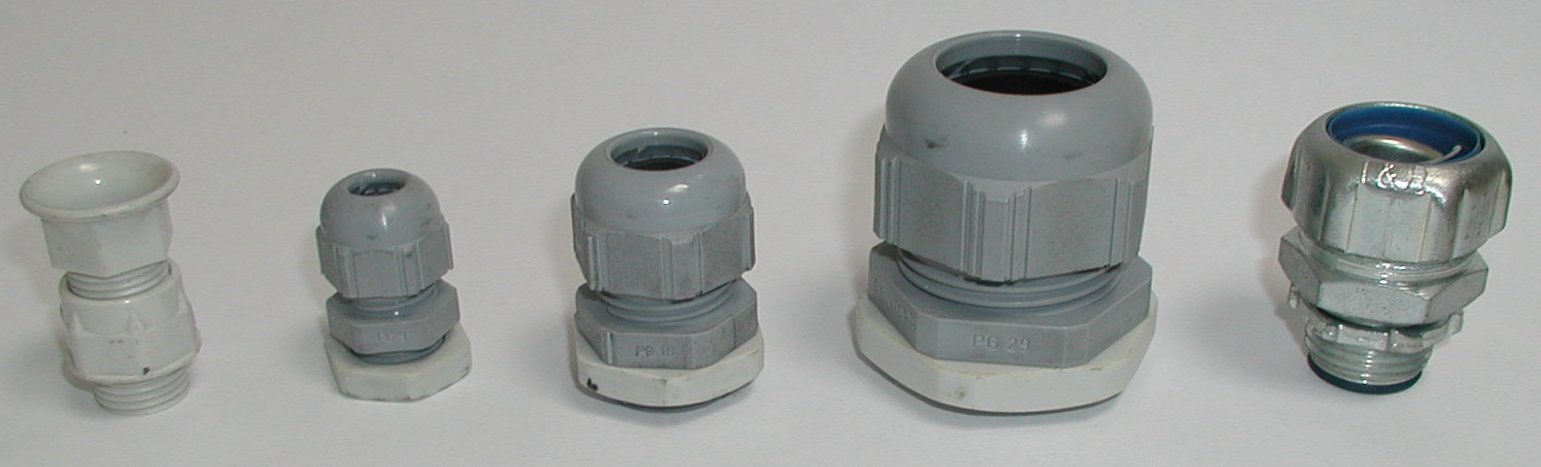
Presse-étoupes en électricité.

Par généralisation, en électricité et en électronique, un presse-étoupe est un composant assurant le passage d'un câble électrique au travers d'une cloison, depuis un appareillage — boîtier, machine, ou autre — vers l'extérieur. Il assure l'étanchéité vis-à-vis des corps étrangers, de la poussière, de l'eau, etc., ainsi que le blocage mécanique du câble.
Il peut être constitué de plusieurs éléments, par exemple :
- une pièce principale doublement filetée formant un fourreau pour le câble ;
- un écrou assurant la fixation du corps du presse-étoupe sur la cloison, associé éventuellement à un joint d'étanchéité ;
- un manchon déformable par pression : autrefois en étoupe aujourd'hui en caoutchouc ou en matière synthétique, assurant l'étanchéité ;
- un écrou qui, soit par déformation de l'extrémité du corps, soit à l'aide d'une cale cylindrique ou conique, fait pression sur le manchon déformable.

Toutes les pièces sont traversées par le câble, autrement dit le presse-étoupe est assemblé en enfilant les différents éléments sur le câble.
Pour les câbles équipés de connecteurs, il existe des alternatives au presse-étoupes. Ce sont des passages de câbles divisibles. Ceux-ci se composent de trois parties : le corps du presse-étoupe en deux parties et un joint d’étanchéité fendu. Ainsi  les câbles équipés de connecteur peuvent être introduits sans démontage. Il est aussi possible d'utiliser des systèmes d'introduction de câbles multiples. Ceux-ci permettent l'introduction en assurant l'étanchéité d'un grand nombre de câbles préconfectionnés.
Un presse-étoupe peut être réalisé en métal (couramment en laiton) ou en matière synthétique. Un presse-étoupe métallique permet éventuellement une mise à la terre de l'écran du câble (presse-étoupe dit « triple effet »).
Ils sont fabriqués dans des tailles standard et répondant à différentes normes (ATEX, etc.) suivant les utilisations.